# Santa Cilia
Santa Cilia är en kommun i Spanien.   Den ligger i provinsen Provincia de Huesca och regionen Aragonien, i den nordöstra delen av landet, 300 km nordost om huvudstaden Madrid. Antalet invånare är 201. Arean är 28,1 kvadratkilometer. Santa Cilia gränsar till Bailo, Puente la Reina de Jaca, Valle de Hecho, Jaca och Santa Cruz de la Serós. 
Terrängen i Santa Cilia är kuperad åt sydost, men åt nordväst är den platt.